# Гній (медицина)

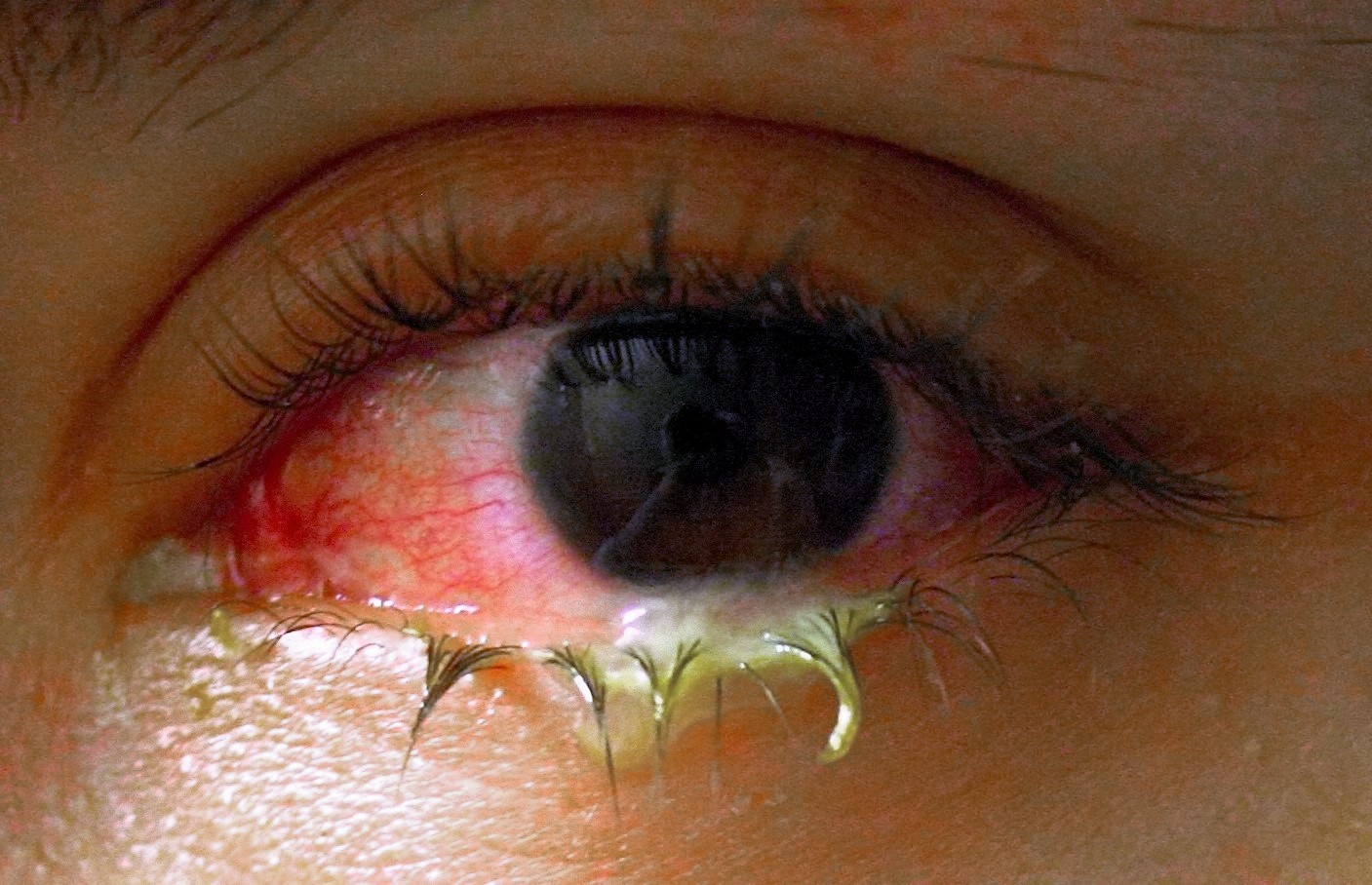
Око уражене кон'юнктивітом з виділенням гною

Абсцес як обмежене нагромадження гною

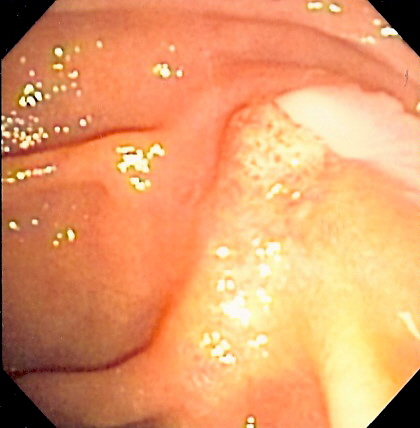
Дуоденоскопія: гній, що виділяється з дуоденального сосочка при гнійному холангіті

Гній (лат. Pus, нім. Eiter) — це забарвлений ексудат, який утворюється в організмі під час запалення, який спричинюють гноєтворні бактерії.

## Склад
Гній містить:
1. Гнійну «сироватку» (лат. liquor puris) — рідину, з високим вмістом альбумінів, глобулінів, протеолітичних, гліколітичних і ліполітичних ферментів мікробного або лейкоцитарного походження, холестерину, лецитину, жирів, мила, домішків ДНК, продуктів гістолізу, іноді (при гнійно-катаральному запаленні) — слизу; фібрин, зазвичай відсутній, внаслідок чого гній ніколи не згортається (фібрин може з'являтися внаслідок змішування гною з кров'ю або за відсутності в гної протеолітичних ферментів).
2. Тканинний детрит;
3. Клітини, головним чином, живих або дегенерованих мікроорганізмів або нейтрофільних лейкоцитів («гнійні тільця», кульки, клітини). В окремих випадках у складі гною переважають еозинофіли або мононуклеари, можуть бути присутні також лімфоцити чи епітеліальні клітини (при катаральному запаленні).

У спокійному стані (у порожнинах тіла, in vitro) гній поділяється на дві верстви: нижнію — каламутну, густу, багату на клінинні елементи і детрит, і верхню — рідку і прозорішу. Іноді це відстоювання буває настільки значним, що верхня рідинна верства нічим не відрізняється від серозного ексудату або навіть транссудату (це може призвести до діагностичних помилок, напр. — при пункціях).

## Властивості
Гній має лужну реакцію; при утворенні в ньому жирних та інших кислот реакція може стати нейтральною або кислою. Питома вага гною коливається від 1.020 до 1.040. Сироватка складається з 913,7 частин води, 78,57 частин органічних і 7,73 частин неорганічних сполук, тобто є близькою до сироватки крові. 

Гній в порожнині тіла, довго не «знаходячи собі виходу», піддається значним змінам: гнійні тільця та інші клітини розпадаються на дрібнозернистий детрит (частково білковий, частково жировий), рідка ж частина лише незначно всмоктується, що пояснюється наявністю навколо скупчень гною піогенної мембрани, а почасти й стисненням відвідних лімфатичних шляхів.. Білки, що розпадаються, можуть стати основною утворення кристалів холестерину. Бактерії в старому гної також піддаються розчиненню, що ймовірно пояснюється замкнутістю гнійних скупчень і слабкою можливістю поновлення поживних субстратів, іноді в старих гнійниках спостерігають зміни культуральних та біологічних властивостей бактерій, напр. — зниження їх вірулентності.

Гнійні тільця містять глікоген, при тривалих нагноєннях і крапельки жиру, що надає часто гною і стінкам гнійників ясно жовтий відтінок. У гнійних тільцях доведено також існування протеїдів («гіалінова» субстанція Rovida), що зумовлюють властивість гною в розчині кухонної солі іноді перетворюватися на слизоподібну масу: ось чому (напр. в сечовому міхурі при циститі) гній може зазнавати перетворення на слиз.
Консистенція гною рідкою або більшою чи меншою мірою густою, іноді сметаноподібною чи слизистою. На початку нагноєння, зазвичай, гній є рідким і достатньо прозорим (серозно-гнійне просочування). Пізніше він стає каламутнішим і густим. Густий гній, як правило, формується наприкінці нагноєння, звідки і походить старовинний афоризм «pus bonum et laudabile», який вказує на успішне виділення з організму т.з. materia peccans і підкреслює сприятливий прогноз процесу. Згущення гною є свідченням зменшення ексудативних явищ і початку відновних (напр. — грануляційних) процесів.
Колір гною найчастіше є жовтим, жовто-зеленим, біло-жовтим, але може бути блакитним, яскраво-зеленим чи брудно-сірим. Забарвлення гною, зумовлюється спеціфичними характеристиками мікроорганізмів, які призводять до його утворення. Так, зелений колір гною зумовлюється наявністю мієлопероксидази — інтенсивно зеленого кольору протимікробного білка, що виробляється деякими видами лейкоцитів. Синьо-зелений колір гною, як правило, спричиняється синьогнійною паличкою за рахунок пігменту піоціаніну, який вона продукує. Коричневий колір гною притаманний для амебних нагноєнь. Червонуватий відтінок гною утворюється під час його змішування з кров'ю або при стрептококових інфекціях.
Запах гною, зазвичай, несильний, специфічний, але при гнильному (іхорозному) запаленні він набуває характеру «смороду». Колір, консистенція і запах гною дуже мінливі, вони залежать від локалізації запалення, типу уражених тканин, сполучення порожнини гнійника з порожнистими органами, характеру збудника.

## Мікроорганізми
У гної майже завжди виявляють мікроорганізми, які і є причиною його утворення. Утворення гною найчастіше спричиняють гноєтворні бактерії (стафілококи, стрептококи, гонококи, менінгококи, кишкова паличка, протей, клебсієли, псевдомонади, а також гнильні анаеробні клостридії (Cl. Perfringens, Cl. Sporogenes, Cl. Putrificum та ін.). Також утворення гною спостерігається при розвитку запалення, спричиненого іншими мікробами (сальмонели, шигели, бруцели, пневмококи, мікобактерії) чи грибками (кандиди, актиноміцети та ін.). Іноді в гної мікроорганізмів не вдається виявлявити, що може бути пов'язано з лізисом бактерій або немікробною причиною запалення (таке нагноєння можуть дати скипидар, кротонове масло, дигітоксин, каломель, гас та інші речовини).

## Дослідження
Гній, як і всі ексудати, підлягає обов'язковому мікробіологічному дослідженню. При закритих (від зовнішнього середовища) нагноєннях його треба забирати пункцією, до розкриття вогнища, при відкритих процесах — з глибини вогнища. Дослідження гною слід проводити відразу ж після забору, щоб уникнути лізису бактерій. Препарати з гною досліджують мікроскопічно після фарбування їх за Грамом або іншими спеціальними методами. Посів проводять кількісним способом на простий і кров'яний агар, рідше — на спеціальні середовища (ЖСА, Левіна, з фурагіном та ін.)

## Утворення
Гній утворюється внаслідок нагромадження великої кількості лейкоцитів у певній ділянці тіла людини у відповідь на проникнення у тканини збудників бактерійної інфекції. Головну роль в його утворенні відіграють нейтрофільні лейкоцити — найпоширеніший тип лейкоцитів у крові людини (40 % — 75 % усіх лейкоцитів), які утворюються в кістковому мозку і постійно потрапляють у кров. У відповідь на потрапляння в стерильні (в нормі) тканин організму мікробів нейтрофіли починають активно рухатися до місця інфекційного процесу. Ця активна міграція лейкоцитів до місця запалення носить назву «хемотаксис» і спричиняється специфічними білками цитокінами, які вивільняються макрофагами — лейкоцитами, які фагоцитують (охоплюють і перетравлюють) уламків клітин і патогенів, а також стимулюють лімфоцити та інші імунні клітини відповісти на проникнення патогена. Відтак, нейтрофіли руйнуючись вбивають бактерії, внаслідок чого звільняються хімічні речовини, які знищують бактерії (медіатори запалення, а також спричиняють розширення кровоносних судин (запалення) і залучають ще більше лейкоцитів до "боротьби " з інфекцією. Своєю чергою, нейтрофіли гинуть, фагоцитуються макрофагами, що стимулює утворення нових активних нейтрофілів для боротьби з інфекцією. Власне мертві нейтрофіли («гнійні тільця») формують в'язку частину гною.
Запалення і утворення гною є нормальною захисною реакцією організму на вторгнення в нього інфекції. Ще Клавдій Гален (грец. Γαληνός, лат. Claudius Galenus), античний медик і хірург у школі гладіаторів (130—200 н. е.) ствердив, що поява гною в рані, нанесеній гладіаторами, є передвісником зцілення (Pus bonum et laudabile).Однак, завжди утворення гною є свідченням загрозливого перебігу захворювання або задавненості запалення і несе в собі загрозу для життя і здоров'я людини.
Прикладом хвороб, що супроводжуються утворенням гною є абсцес, флегмона, фурункул, емпієма та ін. Сьогодні відомі понад 54 захворювання, які супроводжуються утворенням гною

## Медичні цитати
- Гвідо Майно (англ. Guido Majno), автор книги «Healing Hand; Man and Wound in the Ancient World»[8]:

«А тому гній є благородною речовиною: він зроблений з хоробрих клітин, які ніколи не повернуться назад у кровоносні судини, щоб знову бігати, всі вони померли при виконанні службових обов'язків. Відзначмо також подвійний сенс нагноєння: воно означає, що є інфекція, але також, що організм поборює її добре. Результат битви можна передбачити, певною мірою, за характером гною, як це спостерігалося ще в давні часи. Білуватий, кремоподібний характеру (і, отже, багатий на полінуклеари) він є „найкращим“, бо це означає, що інфекція поборюється ефективно. Звідси, його древня латинська назва „pus bonum et litudabile“ (гній добрий і гідний похвали). Рідкий або смердючий гній свідчить про поганий захист або про особливу злісність бактерій.»
"Pus is therefore a noble substance: it is made of brave cells that never sneak back into the blood vessels to escape; they all die in the line of duty. Note also the double meaning of suppuration: it indicates that there is an infection, but also that the body is fighting it well. The outcome of the battle can be predicted, to some extent, from the aspect of the pus, as was observed even in ancient times. The whitish, creamy kind (and therefore rich in polys) is "preferable, « because it indicates that an infection is being fought effectively. Hence its ancient Latin name of pus bonum et litudabile. „good and laudable pus.“ Thin or malodorous pus suggests a poor defense or especially vicious bacteria.»
- Сергій Юдін (рос. Юдин Сергей), автор книги «Размышления хирурга»[9]

"… бачу, як ординатор, ніби якийсь мучитель, підходить до хворого з зондом і «онкотомом» у руках; чую ці крики, що розривають душу, коли, помітивши заплив, він починає обстежувати зондом "напрям ходу «і тут же між брудними простирадлами робить розріз і радіє, що тече „pus bonum et laudabile“. Закінчили перев'язку на одному ліжку, переходять до іншого, і тут так само: зонд, крики, гній, сморід …»

## Лікування
За наявності гною в організмі, незалежно від причини його утворення, принцип лікування полягає в припиненні його подальшого утворення (знешкодженні запалення) за допомогою медикаментозної терапії при одночасному усуненні гною з тканин. Усунення гною з організму здійснюється шляхом пункції чи хірургічної операції — ця тактика сконцентровано викладена у формі відомого латинського афоризму «Ubi pus, ibi evacua!»